# 布衣乐队
布衣乐队是中国大陆的一支乐队，1995年成立于宁夏银川。

## 成员
- 主唱／吉他：吴宁越
- 吉他／古筝：张巍
- 贝司：林那
- 鼓手：方方

## 专辑
- 《那么久》             2007-12-18  口袋唱片
- 《喝不完的酒Live》 2008-06-01  九洲音像
- 《秋天》                2010-11-18  口袋唱片

## 乐队年历
- 1995年：宁夏银川成立，同年赴北京迷笛音乐学校学习
- 1996年：赴京制作乐队第一张小样
- 1997年：为希望工程捐资义演，举行宁夏高校巡演，同年单曲《秋天》打上宁夏黄河风云榜。
- 1998年：在宁夏与科威特的流行乐队联合，为受水灾的国家重点文物保护单位西夏王陵捐资义演。
- 2000年：在北京参加“乐坛惊雷”大赛获第三名几及最佳主唱奖。同年与伟酷网站签约发表《秋天》、《自由的鸟》、《三十里铺》。
- 2000年：《秋天》、《自由的鸟》入选中央电视台四套的“新民乐”栏目。
- 2001年：获宁夏人民广播电台最佳原创乐队奖。
- 2002年：参加中国北京“迷迪音乐节”，参加大众音乐基金主办的“竖起耳朵”现场音乐系列。
- 2003年：摩登天空唱片公司badhead3民谣合辑《花园村》中发表单曲《秋天》。
- 2004年：
  - 接受英国BBC电台专访；
  - 参加中央台节目高歌《三十里铺》；
  - 参加贺兰山“中国摇滚的光辉道路”大型音乐节演出；
  - 参加midi音乐节，并被多家媒体看好，被评为“最被关注的民谣摇滚乐队”；
  - 接受《音乐周刊》专访
  - 组织并参加以宁夏原创音乐为主题“只有一个宁夏北京站”系列演出。
- 2005年：
  - 继续参加“只有一个宁夏银川站”演唱会；
  - 与唐朝、许巍、张楚等多位摇滚人共同录制纪念张炬合辑《礼物》，作品《为你唱》收录其中；
  - 5月27日在京成功举办“布衣乐队十周年”纪念演出；
  - 7月参加香港［Ｖ］音乐频道举办的杰克丹尼·非常音乐派对西安、贵阳、南宁布衣专场巡演；
  - 8月参加在内蒙古举行的“格根塔拉草原摇滚音乐节”；
  - 8月与罗琦超载张楚同台参加“绿色北京”露天音乐节；
  - 再次受邀参加中国最大规模的“迷笛音乐节”
- 2006年：
  - 4月2日布衣乐队受邀参加华语音乐盛典“百事音乐风云榜”颁奖盛典，乐队参与录制的合辑唱片《礼物》囊括本届盛典[2005内地最佳歌曲奖]，[最佳摇滚歌曲]，[最佳摇滚专辑]，[最佳作词]四项大奖；
  - 与中唱嘉年公司签署乐队作品海外发行合约；
  - 举办布衣乐队成立十一周年纪念演出；
  - 6月与日本著名音乐人Funky一同为电影《疯狂的石头》创作电影音乐；
  - 9月8日参加北京朝阳公园流行音乐节，同台演出的还有英国著名乐队placebo。
  - 10月受邀参加在北京雕塑公园举行的“摇滚啤酒音乐节”
  - 10月日本巡演。
  - 11月参与喜剧电影《大电影之数百亿》的电影音乐创作。
- 2007年：
  - 受邀请参加宁夏啤酒节
  - 10月3日受邀参加摩登音乐节。
  - 10月6日受邀参加雪山音乐节大型演出。
  - 11月10日受邀参加天津音乐节。
  - 12月 发行首张专辑《那么久》
- 2008年：
  - 5月发行 现场cd专辑 喝不完的酒
  - 6月 与郑钧 苏阳 出演北展演出季
  - 8月 为电影“羊肉泡馍麻辣烫”谱写片尾曲
  - 10月 参加厦门海滩音乐节
  - 11月 发行现场DVD 喝不完的酒
- 2009年：
  - 1月 参加2009宁夏春节联欢晚会
  - 2月 接受美国CNN“亚洲名人聊天室”栏目的专访
  - 3月 发行网络EP “之前”
  - 5月 参加重庆武隆山仙女峰音乐节
  - 5月 参加西安张冠李戴音乐节
  - 6月 助阵“亚洲熄灯两小时”环保行动
  - 7月 赴台北参加台湾“海洋音乐祭”
  - 7月 受邀担当赵传北京演唱发布会的演出嘉宾
  - 7月 参加第二届“绿色旗帜”音乐节
  - 8月 云南巡演
  - 9月 发行乐队第二张录音棚专辑《布衣》